# Istocheta tricaudata
Istocheta tricaudata är en tvåvingeart som beskrevs av Yang Longlong och Chao Chienming 1990. Istocheta tricaudata ingår i släktet Istocheta och familjen parasitflugor. Inga underarter finns listade i Catalogue of Life.